# NGC 329
NGC 329 é uma galáxia espiral (Sb) localizada na direcção da constelação de Cetus. Possui uma declinação de -05° 04' 14" e uma ascensão recta de 0 horas, 58 minutos e 01,4 segundos.
A galáxia NGC 329 foi descoberta em 27 de Setembro de 1864 por Albert Marth.